# Bức xạ ion hóa

Trong phổ điện từ, tia X và tia gamma là bức xạ ion hóa.

Biểu tượng cảnh báo bức xạ ion hóa.

Bức xạ ion hóa là bức xạ mang đủ năng lượng để tách electron ra khỏi nguyên tử hay phân tử, tạo ra các ion điện tích dương và electron tự do phản ứng mạnh. Chúng bao gồm những bức xạ điện từ có tần số lớn hơn 1015 Hz cùng các mảnh và hạt nguyên tử di chuyển với tốc độ cao, ngang tốc độ ánh sáng với bức xạ điện từ (300.000 km/s) và 10 đến 98% với các hạt tùy vào năng lượng. Ở mức năng lượng rất cao, chúng thậm chí có thể tách cả proton và neutron, do đó phá vỡ hạt nhân của nguyên tử. Bức xạ ion hóa thường liên quan đến năng lượng hạt nhân, ở đó chúng là hiệu ứng phụ tiềm năng nguy hại và phải được theo dõi cũng như kiểm soát chặt chẽ; hay thứ khác là vũ khí hạt nhân khi chúng làm tăng tính chất tàn phá của vụ nổ hạt nhân.
Có thể phân bức xạ ion hóa thành hai nhóm là bức xạ điện từ (tia X và tia gamma) và bức xạ hạt bao gồm neutron và các hạt mang điện (hạt alpha và beta). Hạt alpha là hạt nhân heli điện tích dương bao gồm hai proton và hai neutron (α, He2+), có tốc độ cỡ một phần mười tốc độ ánh sáng. Chúng là những hạt mang điện nặng, ion hóa mạnh nhưng mất năng lượng nhanh và bị chặn bởi vài centimet không khí hay dưới một milimet nước. Hạt beta (β) là những electron hoặc positron sinh ra trong phân rã beta của những hạt nhân không bền, mang động năng trong khoảng 0,02 đến 8 MeV cùng tốc độ gần bằng tốc độ ánh sáng. Tia X là bức xạ điện từ sinh ra khi electron năng lượng cao đi xuyên qua vật chất. Tia gamma (γ) giống tia X về bản chất là bức xạ điện từ hay photon, nhưng khác ở nguồn gốc khi nó phát ra từ hạt nhân của các nguyên tử phóng xạ và có năng lượng cao hơn. Không như các hạt alpha và beta, photon trung hòa điện nên không gây ion hóa trực tiếp mà gián tiếp qua các cơ chế như hiệu ứng quang điện, tán xạ Compton, và sản xuất cặp.
Bức xạ ion hóa có ở hầu như khắp mọi nơi trong môi trường tự nhiên. Sinh vật sống bao gồm con người đều chứa hạt nhân phóng xạ 14C và 40K không ngừng phát bức xạ vào sinh vật và môi trường. Các nguồn bức xạ ion hóa tự nhiên đáng kể khác là tia vũ trụ, radon, đất đá. Bức xạ ion hóa còn đến từ các nguồn nhân tạo như thiết bị y tế, y học hạt nhân, lò phản ứng hạt nhân, chất thải phóng xạ, bụi phóng xạ, máy gia tốc. Việc định lượng phơi nhiễm bức xạ khá phức tạp, một số đơn vị đo liên quan là becquerel và curie (đo độ hoạt động), gray và rad (đo lượng hấp thu), sievert và rem (đo lượng tương đương và lượng hiệu quả). Giác quan của con người không thể nhận biết bức xạ ion hóa nên để phát hiện và đo lường cần những công cụ như máy đếm Geiger-Muller. Bức xạ ion hóa có nhiều ứng dụng hữu ích, nhất là trong lĩnh vực y tế (ví dụ như tia X để tạo ảnh y khoa).
Kể từ khi biết đến bức xạ ion hóa (Wilhelm Röntgen khám phá ra tia X vào năm 1895), con người cũng gần như ngay lập tức biết đến những tác hại của nó đối với sức khỏe. Bức xạ ion hóa liều lượng cao có thể phá gãy cả hai sợi DNA, gây chết tế bào, trong khi bức xạ liều lượng thấp tiềm ẩn nguy cơ ung thư hoặc bệnh di truyền sau nhiều năm. Bên cạnh tác động trực tiếp là bẻ liên kết hóa học trong các phân tử phức tạp như protein và DNA, bức xạ ion hóa còn tác động gián tiếp qua việc ly giải nước trong tế bào thành các gốc hydro và hydroxil tự do cực kỳ phản ứng. Các gốc tự do này tương tác với những nguyên tử và phân tử, đặc biệt là DNA, gây biến đổi hóa học có hại. Hội chứng nhiễm xạ cấp tính xảy ra sau khi toàn bộ hay phần lớn cơ thể phơi nhiễm với lượng lớn bức xạ ion hóa (>1 Gy) trong thời gian ngắn, dễ dẫn đến những triệu chứng lâm sàng và tử vong. Trong nhiều trường hợp, ung thư là mối lo hàng đầu, leukemia (ung thư tế bào máu) có thể xuất hiện sau 2 đến 5 năm và các loại u rắn sau 10 năm hoặc hơn. Không có ngưỡng tiếp xúc nào là thực sự an toàn, dù vậy nên hạn chế tối đa tiếp xúc và nếu có thì luôn tiến hành những biện pháp để ngăn ngừa hoặc giảm thiểu tác hại.

### Tạp chí
- Little, MP (1 tháng 12 năm 2003). “Risks associated with ionizing radiation”. British Medical Bulletin. 68 (1): 259–275. doi:10.1093/bmb/ldg031. PMID 14757722. S2CID 20288602.
- Burgio, Ernesto; Piscitelli, Prisco; Migliore, Lucia (10 tháng 9 năm 2018). “Ionizing Radiation and Human Health: Reviewing Models of Exposure and Mechanisms of Cellular Damage. An Epigenetic Perspective”. International Journal of Environmental Research and Public Health. 15 (9): 1971. doi:10.3390/ijerph15091971. PMC 6163535. PMID 30201914. S2CID 52179697.
- Ali, Yasser F.; Cucinotta, Francis A.; Ning-Ang, Liu; Zhou, Guangming (12 tháng 8 năm 2020). “Cancer Risk of Low Dose Ionizing Radiation”. Frontiers in Physics. 8. doi:10.3389/fphy.2020.00234. S2CID 221096457.
- López, Mario; Martín, Margarita (tháng 7 năm 2011). “Medical management of the acute radiation syndrome”. Reports of Practical Oncology & Radiotherapy. 16 (4): 138–146. doi:10.1016/j.rpor.2011.05.001. PMC 3863169. PMID 24376971. S2CID 22342987.

### Sách
- Jaffe, Robert L.; Taylor, Washington (2018). The Physics of Energy. Cambridge University Press. doi:10.1017/9781139061292. ISBN 978-1-139-06129-2.
- Harbison, Raymond D.; Bourgeois, Marie M.; Johnson, Giffe T. biên tập (2015). Hamilton & Hardy's Industrial Toxicology. Wiley. doi:10.1002/9781118834015. ISBN 978-1-118-83401-5.
  - Lewandowski, Thomas A.; Chandalia, Juhi K.; Valberg, Peter A., “Chapter 100”, Ionizing Radiation, tr. 1055–1068, doi:10.1002/9781118834015.ch100
- Claisse, Peter A. (2016). Civil Engineering Materials. Elsevier. doi:10.1016/C2014-0-03170-X. ISBN 978-0-08-100275-9.
- Luckey, T. D. (2019). Hormesis with Ionizing Radiation. CRC Press. doi:10.1201/9780429276552. ISBN 978-0-429-27655-2.
- Nenoi, Mitsuru biên tập (2015). Evolution of Ionizing Radiation Research. InTech. doi:10.5772/59330. ISBN 978-953-51-5058-9.
  - Silva, Marcia Dutra R., “Chapter 8”, Ionizing Radiation Detectors, tr. 189–209, doi:10.5772/60914
- Elgazzar, Abdelhamid H. biên tập (2015). The Pathophysiologic Basis of Nuclear Medicine (ấn bản thứ 3). Springer, Cham. doi:10.1007/978-3-319-06112-2. ISBN 978-3-319-06112-2.
  - Elgazzar, Abdelhamid H.; Kazem, Nafisa, “Chapter 21”, Biological Effects of Ionizing Radiation, tr. 715–726, doi:10.1007/978-3-319-06112-2_21